# Josef Svatoš
Josef Svatoš (8. listopadu 1896, Přelovice – 24. října 1942, koncentrační tábor Mauthausen) byl podporovatel výsadku Anthropoid a Out Distance popravený nacisty.

## Život
Josef Svatoš se narodil 8. listopadu 1896 v Přelovicích do rodiny Josefa Svatoše a Kateřiny Svatošové, rozené Slavíkové. Měl dva mladší bratry: Rudolfa Svatoše (* 30. října 1905 Přelovice) a Františka Svatoše (* 14. března 1902 Přelovice). Pracoval jako kancelářský revident. Oženil se s Marií Sovíkovou (* 6. října 1904 Vřesovice), 30. ledna 1933 se jim narodil syn Vladimír. Svatošovi bydleli ve třetím patře pavlačového domu v Melantrichově ulici 463/15 nedaleko Staroměstského náměstí na Praze I. Jejich byt sloužil jako zpravodajská přepážka a dispečerská ústředna.

## Spolupráce s parašutisty
Společně s manželkou Marií a její sestrou Zdeňkou Janíkovou roz. Sovíkovou (* 11. dubna 1909) ubytovávali ve svém bytě členy paraskupiny Anthropoid a Out Distance. V první polovině května 1942 se u nich postupně ubytovali Jozef Gabčík, Adolf Opálka a Karel Čurda. Výhodou tohoto úkrytu byla i samostatná místnost oddělená od bytu chodbou. Darovali rtm. Gabčíkovi a rtm. Janu Kubišovi jednu z aktovek, které zůstaly po atentátu na Reinharda Heydricha na místě činu. Do jejich bytu přiběhl Josef Gabčík několik desítek minut poté, co zaútočil na Heydricha, umyl se u nich a napil. Poté odešel v kabátě a čepici Josefa Svatoše.
Ke Svatošovým přišel také Karel Čurda několik minut předtím, než se 16. června 1942 vydal do Bredovské ulice (dnešní ulice Politických vězňů) na hlavní úřadovnu státní policie zradit gestapu parašutisty i všechny jejich spolupracovníky, které znal, včetně manželů Josefa a Marie Svatošových. Jak v říjnu 1942 vyprávěl Josef Svatoš svému spoluvězni v Malé pevnosti Terezín Václavu Krupkovi, u Svatošů působil Karel Čurda roztřeseným dojmem, kouřil jednu cigaretu za druhou a neustále se vykláněl z okna. Josef Svatoš ho musel dokonce napomenout, ať toho nechá, aby tím nepřitáhl nežádoucí pozornost. Čurda na Svatošových vyzvídal, kde jsou ostatní parašutisté, a když se to od nich nedozvěděl, odešel na gestapo.

## Zatčení, smrt
Svatošovi byli zřejmě první spolupracovníci parašutistů, které Karel Čurda zradil gestapu. Zatčeni byli ještě týž den, kdy je Čurda navštívil, tj. 16. června 1942. Spolu s nimi zatklo gestapo i sestru Josefovy manželky Zdeňku Janíkovou. Dne 17. června pak byli zatčeni jeho bratr Rudolf Svatoš s manželkou Marií Svatošovou, kteří bydleli v Michli. Zatčení neunikl ani bratr František, který žil na Vinohradech.
Z policejní vazby v Praze byli Svatošovi deportováni do Malé pevnosti Terezín, dne 29. září 1942 byli stanným soudem odsouzeni k trestu smrti. Pro transportu do koncentračního tábora Mauthausen byli dne 24. října 1942 zastřeleni.
Syn Vladimír byl vězněn v internačních táborech v Praze na Jenerálce, ve Svatobořicích a v Plané nad Lužnicí, kde se dožil konce války.

## Připomínka
- Jeho jméno a jména příbuzných jsou uvedena na pomníku při pravoslavném chrámu svatého Cyrila a Metoděje (adresa: Praha 2, Resslova 9a). Pomník byl odhalen 26. ledna 2011 a je součástí Národního památníku obětí heydrichiády.[3]
- Jména manželů Josefa a Marie Svatošových a jejich příbuzných jsou uvedena na pamětní desce v průjezdu domu v ul. Melantrichova 463/15, Praha 1.[4]

- Po rodině Svatošových byla v roce 2020 pojmenována ulice Svatošových v pražských Vysočanech.[5]

- Na sloupu veřejného osvětlení v ohybu ulice Svatošových v pražských Vysočanech je pod červenou cedulí s názvem ulice umístěna také modrá smaltovaná dodatková informační uliční cedule s textem: Rodina Svatošových – patřila mezi neojobětavější podporovatele operace ANTHROPOID. Marie Svatošová (* 6. 10. 1904) se sestrou Zdeňkou Janíkovou (* 11. 4. 1909), manželem Josefem Svatošem (* 8. 11. 1896), jeho bratry Františkem Svatošem (* 14. 3. 1902), Rudolfem Svatošem (* 30. 10. 1905) a jeho manželkou Marií Svatošovou (* 19. 6. 1912) byli všichni zavražděni Němci 24. 10. 1942 a 26. 1. 1943 v KT Mauthausen.[6]

## Galerie

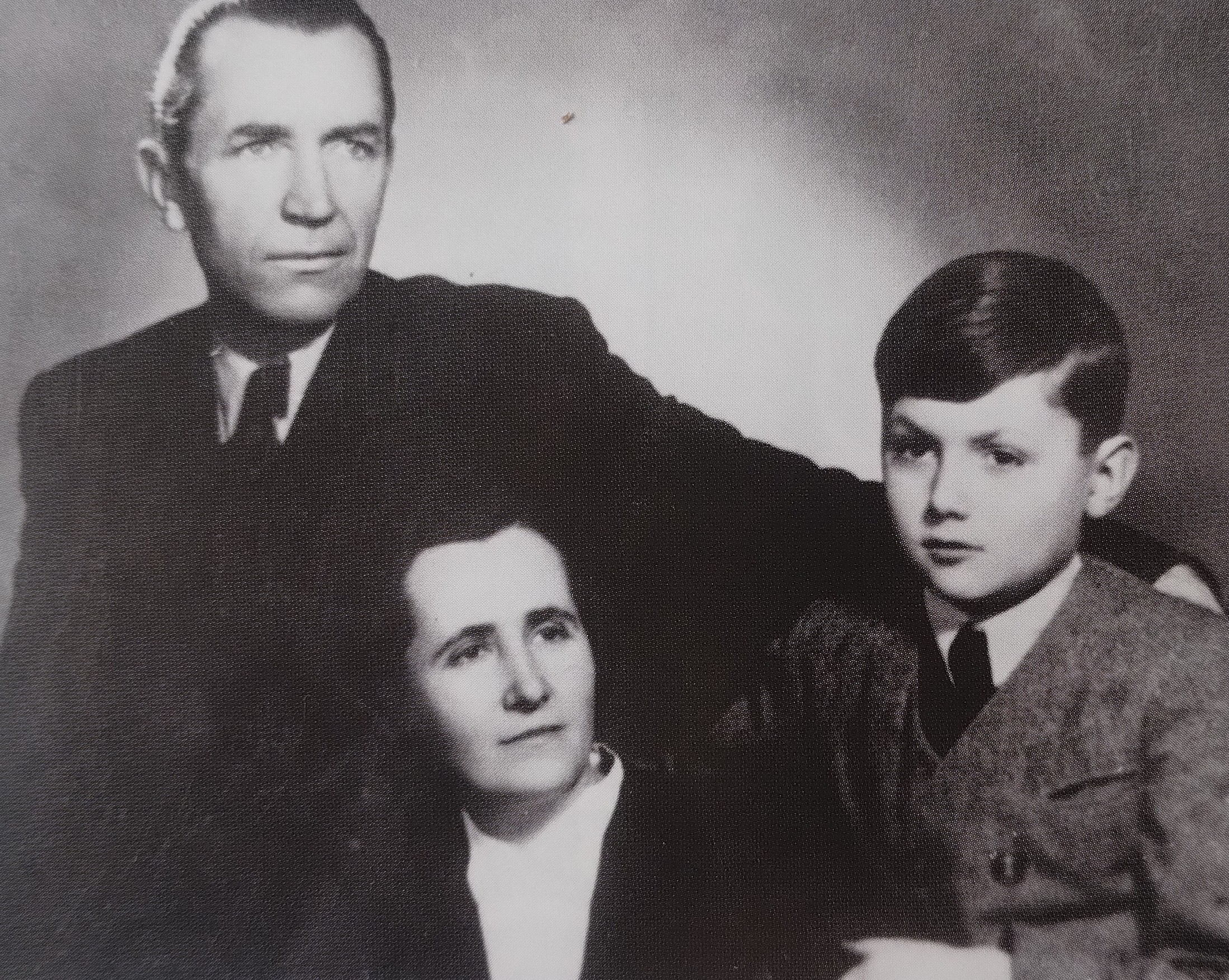
Josef Svatoš s manželkou Marií a synem Vladimírem
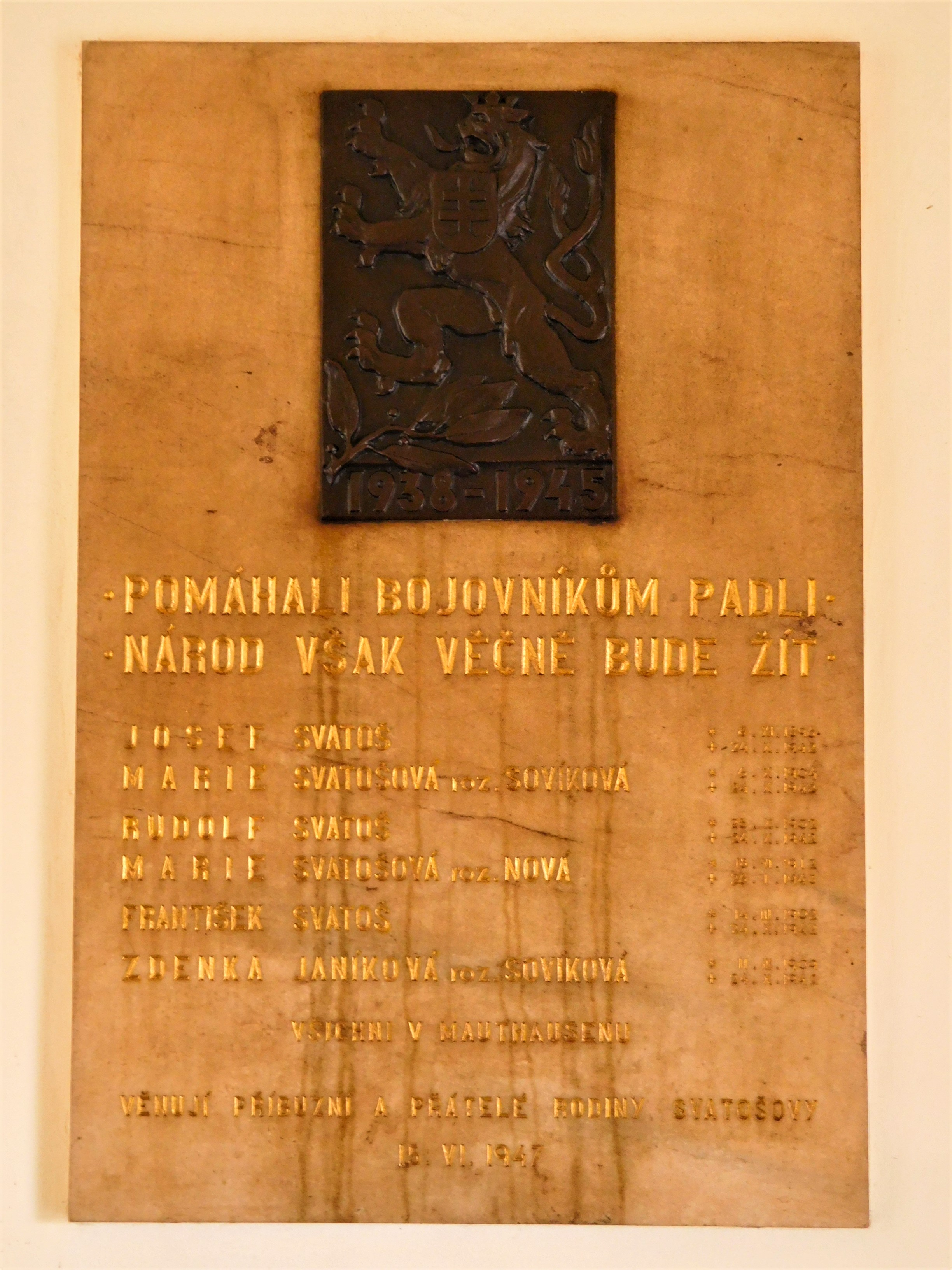
Pamětní deska v průjezdu domu v ul. Melantrichova 463/15, Praha 1
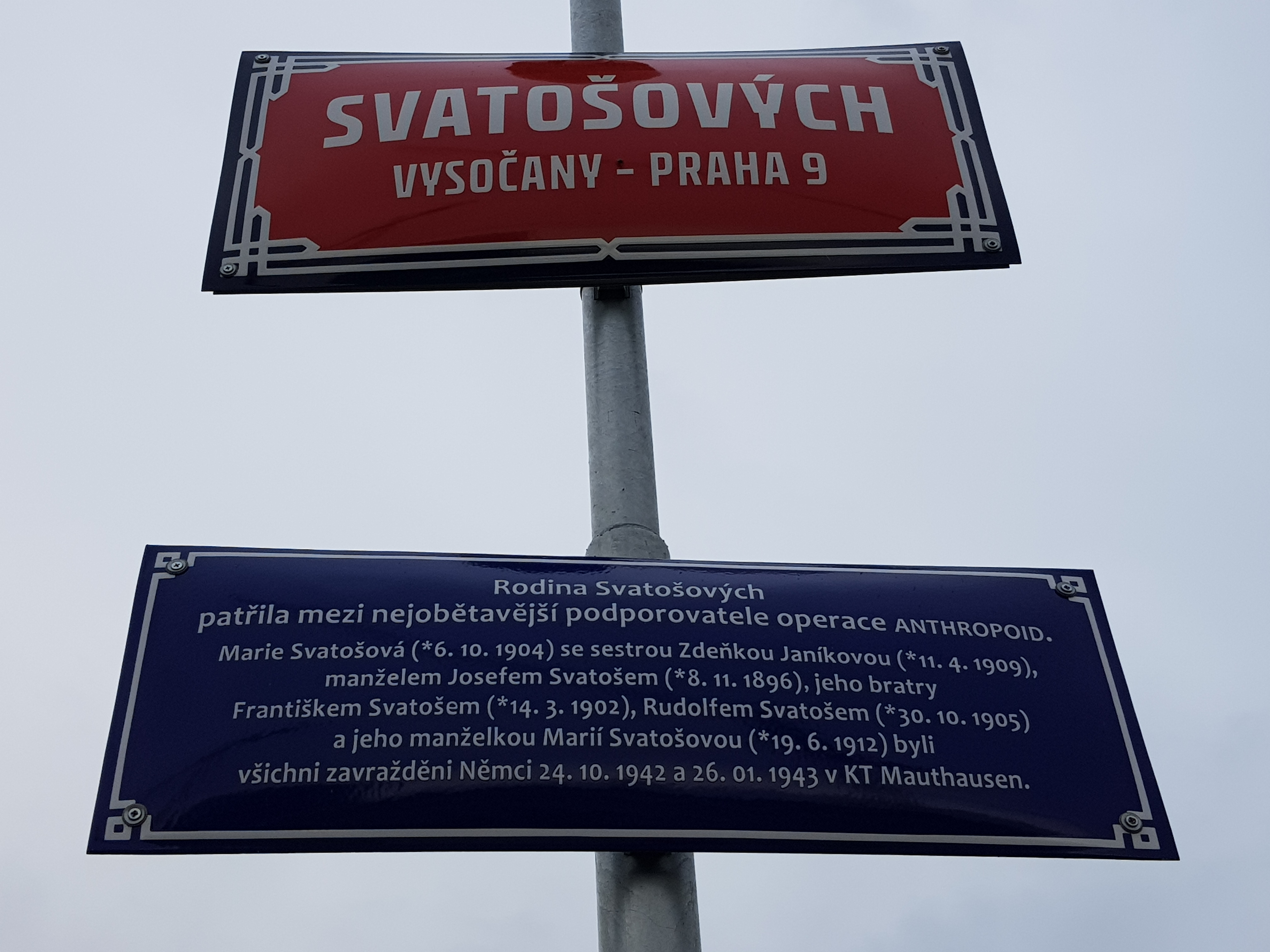
Tabule s názvem ulice Svatošových ve Vysočanech s modrou dodatkovou tabulí
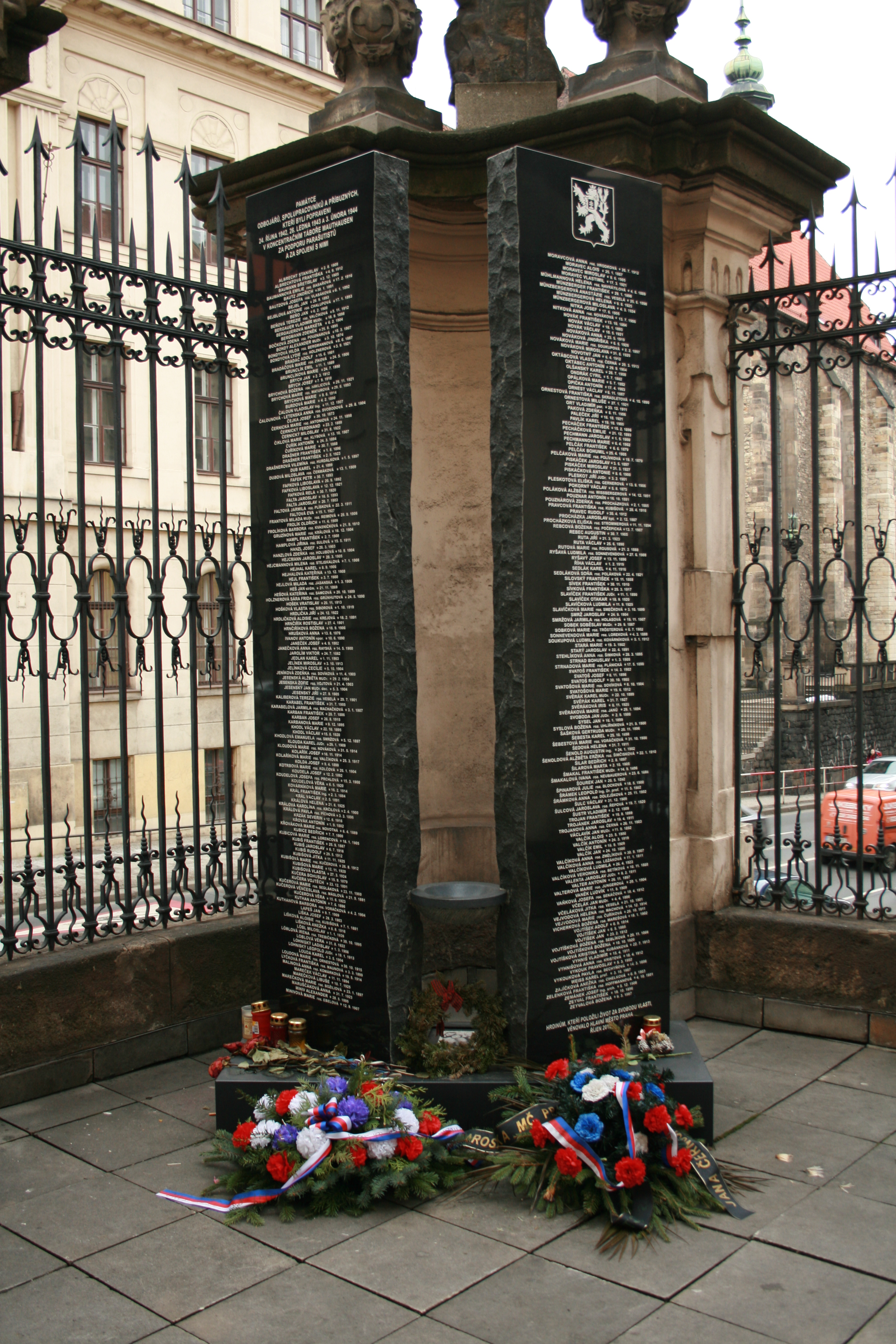
Pomník spolupracovníků parašutistů a jejich rodinných příslušníků na terase kostela sv. Cyrila a Metoděje v Resslově ulici v Praze